# Luís Eugênio Horta Barbosa
Luís Eugênio Horta Barbosa (Juiz de Fora, 15 de outubro de 1842 — 14 de abril de 1927) foi um político brasileiro.
Foi presidente da província do Espírito Santo, nomeado por carta imperial de 1 de outubro de 1873, de 6 de novembro de 1873 a 29 de abril de 1874. Foi ainda presidente das províncias do Piauí, de 4 de agosto de 1876 a 2 de janeiro de 1877, de Alagoas, de 1876 a 1877 e de Minas Gerais, de 1887 a 1888.